# Dravsko-dunavski ritovi
Dravsko-dunavski ritovi je jedna od 4 baranjske mikroregije. 
Obuhvaća uže međuriječje Drave i Dunava i naselja Bilje, Kopačevo, Kozjak, Lug, Podunavlje, Tikveš, Vardarac i Zlatna Greda.